# 山内成介
山内 成介（やまうち せいすけ、1965年9月28日 - ）は、日本の実業家。任天堂初代社長・山内房治郎の玄孫にあたり、山内溥の甥。
京都府生まれ。1990年3月、京都大学工学部卒。任天堂株式会社に入社後、米国任天堂出向、香港任天堂社長を経て、2004年7月株式会社スマートコミュニティを設立。

## 経歴
- 1965年9月　京都府京都市生まれ
- 1978年3月　私立ノートルダム学院小学校卒業
- 1981年3月　私立高槻中学校卒業
- 1984年3月　私立高槻高等学校卒業
- 1990年3月　京都大学工学部卒業（都市計画専攻）
- 1990年4月　任天堂株式会社入社
- 1990年6月　米国任天堂（シアトル）出向
- 1999年4月　香港任天堂出向　香港任天堂社長
- 2004年7月　株式会社レジャーワールドジャパン設立代表取締役社長に就任
- 2008年8月　株式会社スマートコミュニティに社名変更
- 2012年6月　第一期 維新政治塾生
- 2012年12月16日　第46回衆議院議員総選挙に日本維新の会公認で京都3区から出馬するも、自由民主党新人の宮崎謙介に敗れ落選。
- 2013年7月21日　第23回参議院議員通常選挙に日本維新の会公認で京都府選挙区から出馬するも、順位4位で落選。

## インタビュー
- ユルツナ大学
- 賢者の選択